# Diodora digueti
Diodora digueti is een slakkensoort uit de familie van de Fissurellidae. De wetenschappelijke naam van de soort is voor het eerst geldig gepubliceerd in 1895 door Mabille.